# Sirlayne Braga Ribeiro
Sirlayne “Sissi” Braga Ribeiro (6 de abril de 1998) é uma jogadora de futebol brasileira. Ela tem passagem por diversos clubes, entre eles Flamengo, Vitória das Tabocas, Penarol, Taubaté, Foz Cataratas. e Famalicão.